# David Novak
David Novak (madžarsko Novák Dávid) (* ok. 1757, Šurd?),  slovenski pesnik na Madžarskem v 18. stoletju. Rodil se je v Sümegu, ki je bil v tistem času v Zalski županiji (danes že županija Vesprem). Nejgovi starši so prišli iz Slovenske okrogline po letu 1718. Novak je študiral v Bratislavi (danes Slovaška)
1774 je bil dijak evangeličanska liceja. Pisal je eno pesem v svojem maternem jeziku, ki ima latinski naslov: Versus Vandalici. V tistem času tako mislili, da Slovenci na Madžarskem, ki govorijo prekmurščino so potomci Vandalov.

V devetih štirivrstičnih kiticah prevladujejo spoščeni toni baročne družabno-priložnostne verzifikacije, predvsem v klavzulah metrično neenotnih dvanajstercev s pavzo po šestem zlogu pa je opazen avtorjev oblikovalni trud. Motiv mirnega, neženiranega zimskega življenja na vasi razvit v temo o dobrih starih časih.
| Tak pravi meo szem jasz jedrnu mamitzu, Ali mrla mi je mam za nyou Katitzu, Vzeo szam szi sztrelitzu znyou szam bujou ftitzu, Mama szu szküali prav dobru zsupitzu. Versus Vandalici, 3. kitica |